# 红土镇 (松潘县)
红土镇，原为红土乡，是中华人民共和国四川省阿坝藏族羌族自治州松潘县下辖的一个乡镇级行政单位。2019年12月，撤销红土乡、红扎乡，设立红土镇，以原红土乡和原红扎乡所属行政区域为红土镇的行政区域。

## 行政区划
红土镇下辖以下地区：
红土村、则术村、热窝村、木西村和卡卡村。